# Hugues V de Lusignan
Pour les articles homonymes, voir Hugues de Lusignan.
Hugues V de Lusignan dit le Pieux, né vers 1021, mort le 8 octobre 1060, fut seigneur de Lusignan et de Couhé (1030-1060) dans le Poitou. Il possédait également les châteaux et châtellenies de Frontenay et de Chizé.

## Biographie

### Famille
Hugues V est le fils d'Hugues IV dit le Brun (av. 997-1030/1032), seigneur de Lusignan (1012-1030/1032) et de Couhé, et d'Audéarde, sûrement issue des seigneurs de Chabanais et de Confolens. Son frère cadet, Rorgon (v. 1022-av. 1079), hérite de la seigneurie de Couhé après son décès.
Enfants, Hugues et Rorgon sont cités dans une charte avec leurs parents. Au décès de leur père ils sont mineurs. Il est possible que le tuteur des deux frères soit Hugues de Jérusalem,.
Entre 1030 et 1032, après la mort d'Hugues IV, le pape Jean XIX (975-1032) écrit à la noblesse d'Aquitaine pour lui demander de protéger l'abbaye de Saint-Jean-d'Angély. Parmi les aristocrates locaux, sa lettre est adressée aux fils d'Hugues IV qui habitent le château de Lusignan,, soit Hugues V et Rorgon.

### Église Notre-Dame-et-Saint-Junien
Entre 1031 et 1047, Hugues V fait achever la construction de l'église Notre-Dame de Lusignan par Hugues de Jérusalem qui en confirme la possession à l'abbaye de Nouaillé,,.

### Conflit avec le duc d'Aquitaine et décès
Le 8 octobre 1060, assiégé dans son château de Lusignan par Guillaume VIII duc d'Aquitaine, Hugues V de Lusignan est tué par hasard par les chevaliers du duc. Son fils Hugues le Diable lui succède.

## Mariage et descendance

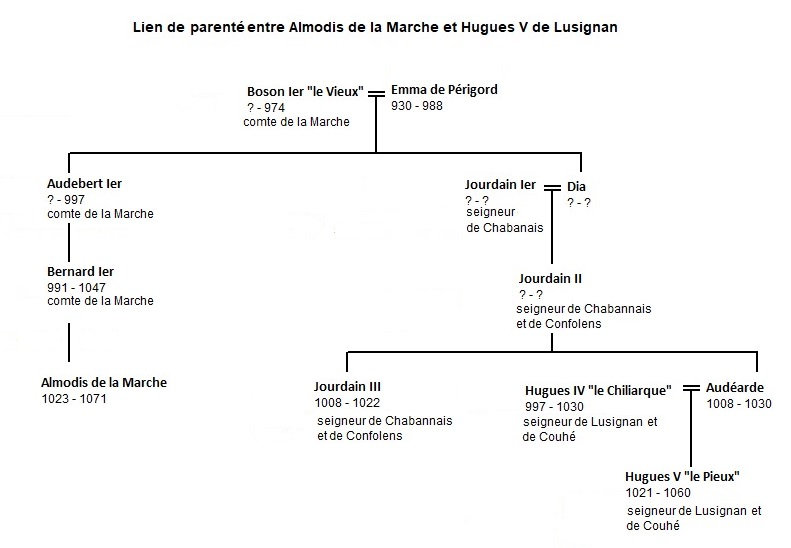
La consanguinité entre Hugues V le Pieux et Almodis de la Marche.

### Almodis de la Marche
Hugues V épouse vers 1035 Almodis de la Marche (v. 1023-1071), fille de Bernard Ier (v. 991-1047), comte de la Marche, de son épouse Amélie, dont l'origine familiale est inconnue.

### Postérité
Hugues V et Almodis ont des jumeaux, :
- Hugues VI de Lusignan dit le Diable (v. 1035-1110), seigneur de Lusignan ;
- Jourdain de Lusignan (v. 1035-ap. 1078)[26].

### Séparation
Pour des raisons de consanguinité le mariage est annulé et Almodis de la Marche connaît un destin mouvementé, hors norme, en prenant par la suite pour époux : Pons, comte de Toulouse,,, puis Raimond-Bérenger Ier, comte de Barcelone dès 1054,,,.
Ainsi, Hugues V fut surnommé le Pieux par la Chronique de Saint-Maixent lorsqu'il accepta de se séparer de son épouse pour des raisons de parenté. Hugues V ne se remaria jamais et demeura célibataire jusqu'à sa mort, soit une quinzaine ou une vingtaine d'années.

## Sources et bibliographie

### Sources narratives
- « Chronicon Sancti-Maxentii Pictavensis », dans Chroniques des églises d'Anjou, éd. Paul Marchegay et Emile Mabille, Société de l'histoire de France, Paris, Jules Renouard, 1869, p. 349-433. [lire en ligne]